# Elezioni generali in Botswana del 1994
Le elezioni generali in Botswana del 1994 si tennero il 15 ottobre per il rinnovo dell'Assemblea nazionale.

## Risultati
| Liste                                  | Voti    | %    | Seggi |
| -------------------------------------- | ------- | ---- | ----- |
| Partito Democratico del Botswana (BDP) | 154.687 | 54,7 | 27    |
| Fronte Nazionale del Botswana (BNF)    | 104.435 | 36,9 | 13    |
| Partito Popolare del Botswana (BPP)    | 11.586  | 4,1  | -     |
| Partito Indipendenza Libertà (IFP)     | 7.658   | 2,7  | -     |
| Unione Progressista del Botswana       | 3.016   | 1,1  | -     |
| Altri                                  | 1.306   | 0,5  | -     |
| Totale                                 | 283.375 |      | 40    |